# Robert Gascoyne-Cecil, 7. Marquess of Salisbury

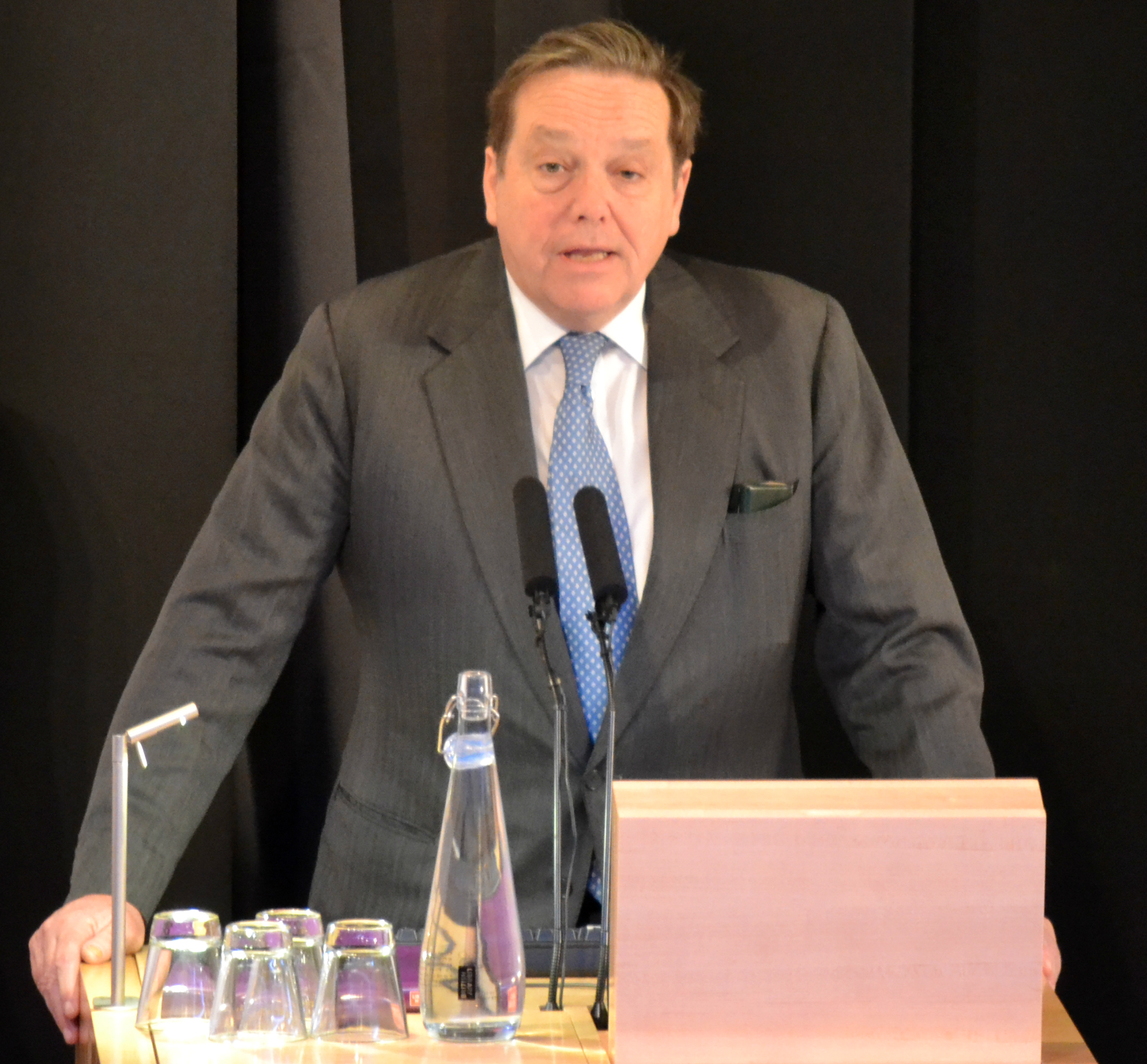
Robert Gascoyne-Cecil, 7. Marquess of Salisbury

Robert Michael James Gascoyne-Cecil, 7. Marquess of Salisbury KG, KCVO, PC, DL (* 30. September 1946 in Sutton Courtenay, Oxfordshire) ist ein britischer Peer und Politiker (Conservative Party).

## Leben und Karriere
Gascoyne-Cecil ist das älteste Kind und erstgeborener Sohn von Robert Gascoyne-Cecil, 6. Marquess of Salisbury, aus dessen Ehe mit Marjorie Olein Wyndham-Quin. Als dessen Heir apparent führte er von 1947 bis 2003 führte er den Höflichkeitstitel Viscount Cranborne.
Gascoyne-Cecil besuchte das Eton College und studierte dann am Christ Church College der University of Oxford. Er arbeitete zunächst im Bankensektor, bevor er Aufgaben in der Verwaltung der familieneigenen Unternehmen und Ländereien übernahm.
1976 wurde er überraschend zum Kandidaten der Conservative Party für den Parlamentswahlkreis South Dorset ausgewählt, wo seine Familie Land besaß, obwohl auf der Liste mehrere frühere Abgeordnete standen. Als er den Wahlkreis 1978 bei der nächsten Wahl gewann, stellte er die siebente aufeinander folgende Generation seiner Familie dar, die einen Sitz im House of Commons innehatte und forderte in seiner ersten Rede Ian Smith zum Rücktritt zugunsten von Abel Muzorewa auf. Ebenfalls 1978 sprach er auf der Konferenz der Conservative Party sich gegen Sanktionen gegen Rhodesien aus.
Gascoyne-Cecil, damals noch Viscount Cranborne, erwarb sich dort schnell den Ruf, zum rechten Flügel seiner Partei zu gehören. Dies betraf insbesondere Fragen der Church of England sowie seinen Anti-Kommunismus, aber führte dies ad absurdum, als er 1981 an einer Schrift mitarbeitete, welche aussagte, dass dem Kampf gegen Arbeitslosigkeit mehr Priorität als der Kampf gegen Inflation gegeben werden sollte. In der Nordirland-Frage war er gegen jegliche Form des Einflusses der Republik Irland. Aufgrund des Anglo-Irischen Abkommens von 1987, das er ablehnte, trat Gascoyne-Cecil dann auch von seinen Ämtern zurück. Zuvor war er von April bis Mai 1982 Parliamentary Private Secretary (PPS) bei Cranley Onslow, dem damaligen Minister of State, gewesen. Als Jim Prior seine Politik der „rollenden Devolution“ (‘Rolling Devolution’) bekannt gab, trat Gascoyne-Cecil von seiner bezahlten Assistenzstelle bei Douglas Hurd zurück.
Er wurde in den frühen 1980er Jahren als Antikommunist durch Aktivitäten zur Unterstützung von afghanischen Flüchtlingen in Pakistan und versandte Lebensmittelpakete nach Polen bekannt. Außerdem unterstützte er den afghanischen Widerstand gegen die sowjetischen Interventionstruppen. Bis zu den frühen Jahren des 21. Jahrhunderts wurde auf dem Hatfield-Anwesen ein Charity-Shop betrieben, der ausschließlich für diesen Zweck und für Fonds für polnische Waisenhäuser gedacht war.

## Mitgliedschaft im House of Lords

Wappen des Robert Gascoyne-Cecil, 7. Marquess of Salisbury

Nach der Wahl von 1992 nutzte John Major das selten genutzte Mittel der vorzeitigen Erhebung des ältesten Sohnes eines Peers in den Adelsstand durch vorzeitige Zuerkennung eines nachgeordneten Titels des Vaters (Writ of Acceleration), um Gascoyne-Cecil in das House of Lords zu berufen. Er erhielt aus eigenem Recht den Titel 13. Baron Cecil, führte aber weiter seinen höherrangigen Höflichkeitstitel Viscount Cranborne.
Nachdem er zunächst ab 1992 zwei Jahre Parlamentarischer Staatssekretär im Verteidigungsministerium gewesen war, wurde Gascoyne-Cecil 1994 Lordsiegelbewahrer und Vorsitzender des House of Lords (Leader of the House of Lords, bis 1997) sowie der dortigen Regierungsfraktion. Gleichzeitig wurde er in den Privy Council aufgenommen. Während seines Vorsitzes begann die finanzielle Unterstützung für Oppositionsparteien im House of Lords, bekannt als Cranborne Money.
Als Major zurücktrat und um seine Wiederwahl als Vorsitzender der Conservative Party im Juli 1995 kämpfte, führte Gascoyne-Cecil die Wahlkampagne. Er wurde als eines der wenigen Kabinettsmitglieder angesehen, die loyal zu Major standen, führte aber die Conservative Peers nach dem Wahlsieg der Labour Party weiter.
Nach dem Regierungswechsel 1997 blieb er Fraktionsvorsitzender der konservativen Peers. Er handelte zwei Jahre später die strukturelle Reform des Oberhauses mit Premierminister Tony Blair aus. Da er nicht zuvor seinen Parteivorsitzenden William Hague eingebunden hatte, verlor er in der Folge sein Amt. Von 1997 bis 1998 war er Mitglied des Schattenkabinetts als Oppositionssprecher für den öffentlichen Sektor (Opposition Spokesperson for the Public Service) und war gleichzeitig Oppositionsführer.
Wie alle anderen Vorsitzenden des House of Lords wurde Gascoyne-Cecil am 17. November 1999 als Baron Gascoyne-Cecil, of Essendon in the County of Rutland, zum Life Peer ernannt, um trotz des House of Lords Act 1999 Mitglied des Hauses zu bleiben. Er war zunächst weiterhin als Hinterbänkler aktiv, bis die finanziellen Offenlegungsregeln im Jahre 2001 deutlich verschärft wurden, was er ablehnte. Am 10. Mai 2001 meldete er sich zuletzt zu Wort. An einer Abstimmung nahm er zuletzt am 9. Mai 2001 teil. Seit dem 1. November 2001 ist er durch einen vom Oberhaus vergebenen Leave of Absence beurlaubt. Daher war er nicht im Oberhaus aktiv, als er beim Tod seines Vaters am 11. Juli 2003 diesem als 7. Marquess of Salisbury, 13. Earl of Salisbury und 13. Viscount Cranborne nachfolgte.
Im Januar 2010 führten Gascoyne-Cecil und Owen Paterson geheime Gespräche im Hatfield House, an denen die DUP, UUP und die Conservative Party beteiligt waren. Dies führte zu Spekulationen, dass die Conservative Party versuchen würde, eine Pan-Unionist-Front zu errichten, um die Chancen von Sinn Féin und der SDLP bei der Unterhauswahl 2010 zu verringern.
Als Themen von politischem Interesse gibt er auf der Webseite des Oberhauses Verfassungsfragen, die Europäische Union und Außenpolitik an. Als Staaten von Interesse nennt er die Staaten Zentralasiens, die USA und Frankreich.

## Herkunft und Familie
Gascoyne-Cecil stammt aus einer der bedeutendsten Familien des britischen Adels. Als Stammvater der Familie gilt William Cecil, 1. Baron Burghley, der wichtigste Berater von Königin Elisabeth I. Dessen Sohn Robert Cecil, 1. Earl of Salisbury war dann ebenfalls Minister unter Königin Elisabeth I. Der Urgroßvater von Gascoyne-Cecil, Robert Gascoyne-Cecil, 3. Marquess of Salisbury war zwischen 1885 und 1902 dreimal britischer Premierminister.
Die Marquesses of Salisbury stammen vom 1. Marquess ab, einem Höfling und Favoriten von König Georg III., und selbst ein Nachfahre von Robert Cecil, 1. Earl of Salisbury und einer der Männer, die zur Thronfolge von Jakob I. beitrugen. Robert Cecil war selbst ein jüngerer Sohn von Elizabeths I. Berater William Cecil, 1. Baron Burghley, dem Nachfahren des walisischen Soldaten David Cyssell. Der Familienname wird noch immer „Siss-el“ und nicht „Sess-il“ ausgesprochen.
Seine Mutter Marjorie „Mollie“ Olein Wyndham-Quin war väterlicherseits eine Enkelin von Windham Wyndham-Quin, 5. Earl of Dunraven and Mount-Earl und über ihre Großmutter mütterlicherseits eine Urenkelin von George Bridgeman, 4. Earl of Bradford. Lady Salisbury ist eine bekannte Gärtnerin, die mehrere andere Gärtner, wie beispielsweise Prinz Charles beriet. Seine Eltern hatten sieben Kinder, von denen vier Söhne und eine Tochter überlebten, zwei Söhne sind verstorben. Robert Gascoyne-Cecil begann „Robert“ als seinen bevorzugten Taufnamen von seinem 21. Geburtstag an zu benutzen.
Am 7. Januar 1970 heiratete er Hannah Stirling, eine Nichte von Lieutenant-Colonel David Stirling, dem Gründer des Special Air Service. Das Ehepaar hat zwei Söhne und drei Töchter. Gascoyne-Cecil und seine Frau leben im Stammsitz der Familie Hatfield House bei Hatfield in Hertfordshire. Dieses wurde der Familie von Jakob I. im Austausch für den Familiensitz Theobalds überlassen. Bis vor kurzem lebten sie in Cranborne Manor in Dorset. Der Erbe ist sein älterer Sohn Robert Edward „Ned“ William Gascoyne-Cecil, Viscount Cranborne (* 1970). Dieser ist derzeit nicht verheiratet, hat aber eine Tochter, die 2001 geboren wurde. Der jüngere Sohn Lord James hat vor kurzem geheiratet und ist Vater eines Sohnes.
Die Familie ist sehr wohlhabend; sie verfügt über Grundbesitz in Dorset, Hertfordshire und London. Mit einem geschätzten Vermögen von rund 250 Millionen Pfund steht sie auf Rang 288 der Sunday Times Rich List 2008.

## Weitere Ämter und Ehrungen
Gascoyne-Cecil war von 1987 (oder 1998) bis 2006 Deputy Lieutenant von Dorset und seit 2006 von Hertfordshire.
Von 1998 bis 2007 war er Vorsitzender (Chairman) des Verwaltungsrates (Council) des Royal Veterinary College; von 2007 bis 2008 Präsident der Royal Agricultural Society of England (RASE).
Außerdem war er Vorsitzender (Chairman) der Combined Clinical Science Foundation, Präsident der Friends of the British Library, Vorsitzender (Chairman) der Friends of Lambeth Palace Library und Vorsitzender des Committee of Patrons des Thrombosis Research Institute, sowie Patron von The Charterhouse und Präsident des Game & Wildlife Conservation Trust.
Seit 2005 ist er Kanzler der University of Hertfordshire. 2012 wurde er als Knight Commander in den Royal Victorian Order und 2019 als Knight Companion in den Hosenbandorden aufgenommen.